# Markus Oertelt
Markus Florian Oertelt (* 8. August 1980 in Berlin) ist ein ehemaliger deutscher Basketballspieler.

## Werdegang
Oertelt spielte in der Nachwuchsabteilung des TuS Lichterfelde. 1998 gehörte er zum Aufgebot der deutschen Junioren-Nationalmannschaft. Er ging in die Vereinigten Staaten, der 2,02 Meter große Flügelspieler war dort Mitglied der Schulmannschaft der Providence Day School im Bundesstaat North Carolina, zwischen 1999 und 2001 kam er für die Hochschulmannschaft der Francis Marion University (Bundesstaat South Carolina) in der zweiten NCAA-Division auf 43 Einsätze (5 Punkte/Spiel). Anschließend spielte er am im selben Bundesstaat gelegenen Erskine College. Im Sommer 2003 berief ihn Bundestrainer Berthold Bisselik ins erweiterte Aufgebot der deutschen A2-Nationalmannschaft.
Nach seiner Rückkehr nach Deutschland studierte Oertelt an der Berufsakademie Lörrach und spielte in der Saison 2003/04 für den BBC Nyon in der Schweizer Nationalliga A. 2004/05 stand der Flügelspieler in Diensten des deutschen Zweitligisten USC Freiburg und 2005/06 der Starwings Basket Regio Basel, wiederum in der Schweizer Nationalliga A.